# H.E.A.T
H.E.A.T (Eigenschreibweise: H.e.a.t) ist eine 2007 gegründete Hard-Rock-Band aus Upplands Väsby, Schweden.

## Geschichte
Gegründet wurde die Band 2007 aus den Vorgängerbands Dream und Trading Fate. Im April 2008 veröffentlichten sie ihr gleichnamiges Debütalbum H.E.A.T bei StormVox, das in Schweden viele gute Kritiken erhielt und sich in der ersten Woche auf Platz 36 der schwedischen Charts platzierte. Bereits im August 2007 tourten sie als Vorband von Toto durch Schweden. Es folgten 2008 Auftritte beim Sweden Rock Festival, Rockweekend in Kallmerode und eine weitere Tour als Vorband von Alice Cooper durch Schweden. Im November 2008 wurde die Band vom schwedischen Radiosender P4 Dist. mit dem Preis für den „Besten Newcomer“ ausgezeichnet, der von den Hörern gewählt wurde.
Anfang 2009 waren H.E.A.T zusammen mit All Ends und André Matos als Vorband auf Europatournee mit Edguy und hatten einen Auftritt beim Melodifestivalen, das den schwedischen Vorentscheid zum Eurovision Song Contest darstellte. Am 15. Juni 2010 gab die Band in einer Presseerklärung die Trennung von Leadsänger Kenny Leckremo bekannt. Nach Abgang des Finnen Leckremo wurde der Swedish-Idol-Sieger Erik Grönwall neuer Leadsänger.
H.E.A.T. veröffentlichten ihr drittes Studioalbum, Address the Nation, am 28. März 2012. Die erste Single aus dem Album war Living on the Run.
2014 erschien das mit Spannung erwartete neue Album Tearing Down the Walls, und im Oktober 2014 war die Band Headliner des letzten Firefest-Konzerts in der Rock City in Nottingham, England.
Anfang Oktober 2016 gab der Gitarrist Eric Rivers seinen Ausstieg aus der Band bekannt, und knapp zwei Wochen später wurde bekannt gegeben, dass der ehemalige Gitarrist Dave Dalone ihn ersetzt – und damit zur Band zurückkehrt, nachdem er 2013 ausgestiegen war.
H.E.A.T. veröffentlichten ihr fünftes Studioalbum Into the Great Unknown am 20. September 2017. Mit dem Album kehrte der ehemalige Gitarrist Dave Dalone zurück, der nach dem Ausstieg von Eric Rivers im Jahr 2016 wieder zur Band gestoßen war. Dave Ling vom Classic Rock Magazine veröffentlichte in seiner Rezension von Into the Great Unknown folgendes Zitat: „H.E.A.T. haben gerade das vollständigste Album ihrer Karriere gemacht. Beobachten Sie, wie ihr Aufstieg weitergeht.“
H.E.A.T. veröffentlichten H.E.A.T. II am 21. Februar 2020.
Am 30. Oktober 2020 gab die Band über ihre Facebook-Seite bekannt, dass der ursprüngliche Sänger Kenny Leckremo wieder zur Band gestoßen ist und Erik Grönwall ersetzt, der andere Projekte verfolgt und später bei Skid Row einsteigt. Im Jahr 2022 veröffentlichte die neue Besetzung ihr neues Album Force Majeure, ihr erstes mit Leckremo seit Freedom Rock von 2010. Im September 2023 veröffentlichten H.E.A.T. ein Album (2 neue Songs, 2 neue Versionen alter Songs mit Kenny als Sänger, 3 Songs des Vorgänger-Albums Force Majeure und 6 Live-Songs) mit dem Titel Extra Force.

## Diskografie

### Studioalben
| Jahr | Titel Musiklabel                | Höchstplatzierung, Gesamtwochen, AuszeichnungChartplatzierungen (Jahr, Titel, Musiklabel, Platzierungen, Wochen, Auszeichnungen, Anmerkungen) | Höchstplatzierung, Gesamtwochen, AuszeichnungChartplatzierungen (Jahr, Titel, Musiklabel, Platzierungen, Wochen, Auszeichnungen, Anmerkungen) | Höchstplatzierung, Gesamtwochen, AuszeichnungChartplatzierungen (Jahr, Titel, Musiklabel, Platzierungen, Wochen, Auszeichnungen, Anmerkungen) | Höchstplatzierung, Gesamtwochen, AuszeichnungChartplatzierungen (Jahr, Titel, Musiklabel, Platzierungen, Wochen, Auszeichnungen, Anmerkungen) | Anmerkungen                              |
| Jahr | Titel Musiklabel                | DE | AT | CH | SE | Anmerkungen                              |
| ---- | ------------------------------- | --- | --- | --- | --- | ---------------------------------------- |
| 2008 | H.E.A.T StormVox                | — | — | — | SE10 (12 Wo.)SE | Erstveröffentlichung: 2008               |
| 2010 | Freedom Rock StormVox           | — | — | — | SE15 (2 Wo.)SE | Erstveröffentlichung: 2010               |
| 2012 | Address the Nation earMusic     | — | — | CH94 (1 Wo.)CH | SE8 (4 Wo.)SE | Erstveröffentlichung: 23. März 2012      |
| 2014 | Tearing Down the Walls earMusic | DE78 (1 Wo.)DE | — | CH37 (1 Wo.)CH | SE36 (1 Wo.)SE | Erstveröffentlichung: 26. März 2014      |
| 2017 | Into the Great Unknown earMusic | DE97 (1 Wo.)DE | — | CH34 (1 Wo.)CH | SE14 (1 Wo.)SE | Erstveröffentlichung: 22. September 2017 |
| 2020 | H.E.A.T II earMusic             | DE24 (2 Wo.)DE | AT48 (1 Wo.)AT | CH17 (3 Wo.)CH | SE22 (1 Wo.)SE | Erstveröffentlichung: 21. Februar 2020   |
| 2022 | Force Majeure earMusic          | DE16 (1 Wo.)DE | — | CH19 (2 Wo.)CH | — | Erstveröffentlichung: 5. August 2022     |
| 2023 | Extra Force earMusic            | DE95 (1 Wo.)DE | — | CH18 (1 Wo.)CH | — | Erstveröffentlichung: 1. September 2023  |
| 2025 | Welcome to the Future earMusic  | DE29 (1 Wo.)DE | AT32 (1 Wo.)AT | CH16 (… Wo.)CH | — | Erstveröffentlichung: 25. April 2025     |

### Livealben
- 2015: Live in London

### Singles
| Jahr | Titel Album              | Höchstplatzierung, Gesamtwochen, AuszeichnungChartsChartplatzierungen (Jahr, Titel, Album, Platzierungen, Wochen, Auszeichnungen, Anmerkungen) | Anmerkungen                         |
| Jahr | Titel Album              | SE | Anmerkungen                         |
| ---- | ------------------------ | --- | ----------------------------------- |
| 2009 | 1000 Miles –             | SE3 Gold · (15 Wo.)SE | Erstveröffentlichung: 13. März 2009 |
| 2009 | Keep On Dreaming H.E.A.T | SE29 (1 Wo.)SE | Erstveröffentlichung: 3. Juni 2009  |

Weitere Singles
- 2010: Beg, Beg, Beg
- 2012: Living on the Run
- 2019: Rise
- 2020: Come Clean
- 2020: Dangerous Ground
- 2020: One by One
- 2025: Disaster